# Siliguri
Siliguri (en bengalí: শিলিগুড়ি) es una ciudad de la India situada en el distrito de Darjeeling, estado de Bengala Occidental. Es la mayor población del distrito. Situada en el Corredor de Siliguri, es un gran centro de paso, tanto rodado como aéreo. La ciudad es una de las zonas más activas de la India. 
La ciudad cuenta con el aeropuerto de Bagdogra, de uso compartido militar y civil.

## Demografía
Según estimación 2010 contaba con una población de 579 821 habitantes.
Entre 1961 y 1981 la población de su área creció un 174,4%, superior a la media nacional, lo que se reflejó en su crecimiento económico.